# Hydraena delvasi
Hydraena delvasi är en skalbaggsart som beskrevs av Juan A. Delgado och Collantes 1996. Hydraena delvasi ingår i släktet Hydraena och familjen vattenbrynsbaggar. Inga underarter finns listade i Catalogue of Life.